# チュプレネ
座標: 北緯43度31分 東経22度40分 / 北緯43.517度 東経22.667度

チュプレネ
Чупренеチュプレネ ブルガリア内のチュプレネの位置

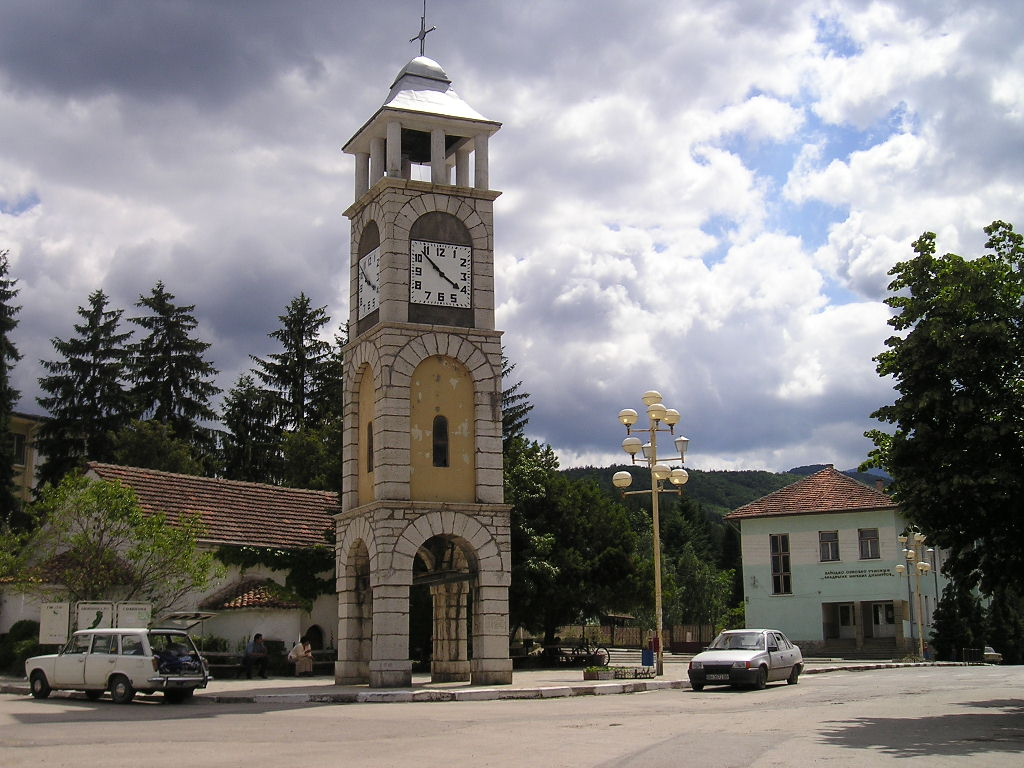
町の中心

チュプレネ（ブルガリア語: Чупрене / Chuprene）はブルガリア北西部の町、およびそれを中心とした基礎自治体。ヴィディン州に属する。
チュプレネはベログラトチクから20キロメートル、ヴィディンから70キロメートルの場所に位置している。町の中心から隣国のセルビアとの国境までわずかに15キロメートルである。バルカン山脈の北斜面にあるため、高山性の気候である。
町の周辺一帯はブルガリア国内のオウシュウトウヒ林の分布の北限であり、林中にヨーロッパオオライチョウ、イスカ、ホシガラスが生息している。1977年にユネスコの生物圏保護区に指定されたが、2021年に登録が撤回された。

## 町村
チュプレネ基礎自治体（Община Чупрене）には、その中心であるチュプレネをはじめ、以下の町村（集落）が存在している。
- Бостаните
- Върбово
- Горни Лом
- Долни Лом
- Протопопинци

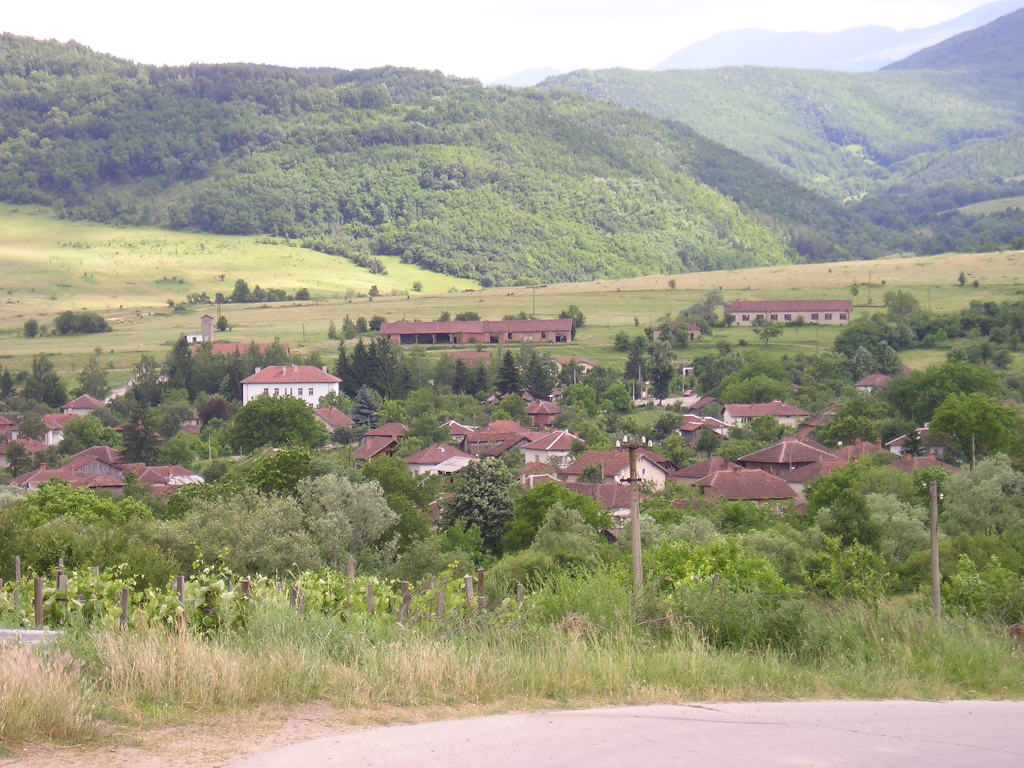
チュプレネの眺め

- Репляна
- Средогрив
- Търговище
- Чупрене